# Gonodactylus
Gonodactylus là một chi tôm tít.

## Các loài
Chi này chứa các loài sau:
- Gonodactylus acutirostris de Man, 1898
- Gonodactylus botti Manning, 1975
- Gonodactylus childi Manning, 1971
- Gonodactylus chiragra (Fabricius, 1781)
- Gonodactylus glaber
- Gonodactylus platysoma Wood-Mason, 1895
- Gonodactylus pulchellus Miers, 1880
- Gonodactylus smithii Pocock, 1893

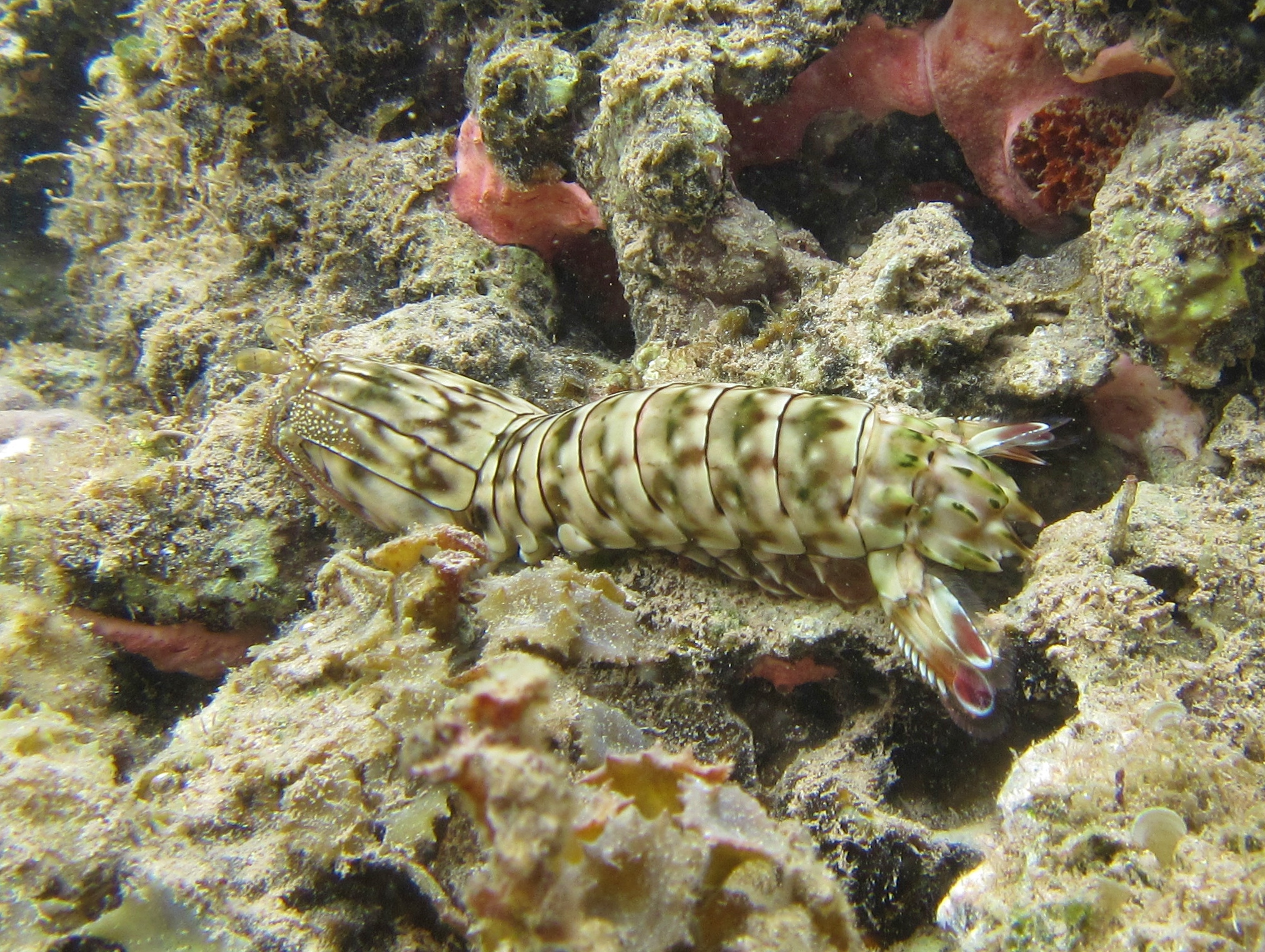
Gonodactylus chiragra
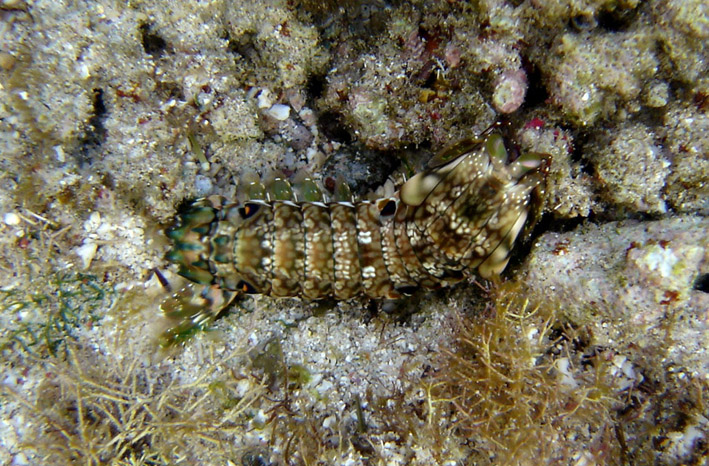
Gonodactylus platysoma